# なんきん
なんきん（1959年1月24日 - ）は、日本の漫画家、アニメ作家、マルチメディアフラストレーター〔ママ〕。他、劇団「WAHAHA本舗」に所属し、俳優としても活動中。本名は非公開。

## 来歴
六田登のアシスタントを経て、漫画家としてデビュー。白泉社から出版した3冊の単行本や、雑誌『宝島』での連載などで注目される。その傍ら、ソルマックシリーズ（大鵬薬品工業）のCMで人気となった「飲みすぎシール」のデザインを手掛けたり、『天才・たけしの元気が出るテレビ!!』、『ポンキッキーズ』などのテレビ番組のアニメーションの制作に携わったりもした。
WAHAHA本舗には、当時婚姻関係のあった中山宏子とともに役者として参加。吹越満とのコンビで人気を集めていた。WAHAHA本舗脱退後は、劇団プリセタに参加。さらに安斎肇、しりあがり寿らと共に「NAS」を結成し、舞台公演などを行った。その後WAHAHA本舗に復帰。自作楽器の前衛バンド「OBANDOS」の正式メンバーとしても活動している。

## 人物
- ほぼ同時期に漫画家デビューした西秋ぐりん、マディ上原とは、高校の同級生。
- インターネット普及以前には、パソコン通信のマニアとして知れ渡っていた。
- 小学生の頃に付けられたニックネーム「なんきん」をそのまま芸名及びペンネームに使用している。中国江蘇省の省都・南京との関連性はない。

## 出演

### テレビ番組
- タモリ倶楽部（テレビ朝日）

### 映画
- セシウムと少女（2015年、才谷遼監督 / ふゅーじょんぷろだくと） - 芸能の神（ミッキー）

## 音楽

### シングル
| 発売日         | 規格     | 規格品番 | 面       | タイトル           | 作詞     | 作曲         | 編曲     |
| LOLLIPOP       | LOLLIPOP | LOLLIPOP | LOLLIPOP | LOLLIPOP           | LOLLIPOP | LOLLIPOP     | LOLLIPOP |
| -------------- | -------- | -------- | -------- | ------------------ | -------- | ------------ | -------- |
| 1988年10月25日 | EP       | 7DR48    | A        | もっとぐっとグット | なんきん | ベートーベン | KASS     |
| 1988年10月25日 | EP       | 7DR48    | B        | 灼熱のゴカイ       | なんきん | KASS         | KASS     |

### アルバム
| 発売日         | 規格     | 規格品番   | アルバム |
| LOLLIPOP       | LOLLIPOP | LOLLIPOP   | LOLLIPOP |
| -------------- | -------- | ---------- | --- |
| 1988年11月25日 | LP       | 28MR24     | 麒麟 ※ 坂田明、いとうせいこう、竹中直人、久本雅美、柴田理恵、渡辺信子らが参加。 SIDE A： 1. カリスマちゃん 2. 好色一代野郎 3. ナオミの夢 4. きりん 5. もっとぐっとグット (Extended Mix) 6. カモン・ナ・マイ・ハウス SIDE B： 1. 灼熱のゴカイ (Extended Mix) 2. 二人の銀座 3. 蘇州夜曲 4. ペテン師 5. Ya Ya Ya! |
| 1988年12月1日  | CD       | H32W-20008 | 麒麟 ※ 坂田明、いとうせいこう、竹中直人、久本雅美、柴田理恵、渡辺信子らが参加。 SIDE A： 1. カリスマちゃん 2. 好色一代野郎 3. ナオミの夢 4. きりん 5. もっとぐっとグット (Extended Mix) 6. カモン・ナ・マイ・ハウス SIDE B： 1. 灼熱のゴカイ (Extended Mix) 2. 二人の銀座 3. 蘇州夜曲 4. ペテン師 5. Ya Ya Ya! |

## 著作物

### 著書
- 変態性低気圧（白泉社(ジェッツコミックス)、1982年12月）
- 南京漫画（白泉社(ジェッツコミックス)、1984年1月 / 2000年、ISBN 4-592-13026-X）
- スゲエ（白泉社(ジェッツコミックス)、1986年4月、ISBN 4-592-13082-0）
- なす─「シェーン他2本」の秘密（アスペクト、1997年8月、ISBN 4-89366-786-6） - なんきん、安斎肇、しりあがり寿の3人による著書。
- 悪魔の心理ゲーム（河出書房新社、1999年3月、ISBN 4-309-26370-4）

### アニメーション制作
- 天才・たけしの元気が出るテレビ!!（日本テレビ、初代オープニング作画）
- ポンキッキーズ（フジテレビ）
- モグモグGOMBO（日本テレビ）
- ワハハ本舗の地球で1番おもしろいTV（CSテレ朝チャンネル）
- WAHAHA本舗　エジンバラへの挑戦!（旅チャンネル）

### キャラクターデザイン
- ラジごめII金曜日の王様（中京テレビ） - 番組のマスコットキャラクター「王様」のデザインを担当。

### ゲーム
- 謎のディスクマガジンナゾラーランド 創刊号（ファミリーコンピュータ サン電子 1987年）
- 謎のディスクマガジンナゾラーランド 第2号（ファミリーコンピュータ サン電子 1987年）
- 謎のディスクマガジンナゾラーランド 第3号（ファミリーコンピュータ サン電子 1988年）
- ナゾラーランドスペシャル!!「クイズ王を探せ」（ファミリーコンピュータ サン電子 1987年）
- ナゾラーランドシリーズ なんきんのアドベンチア（ファミリーコンピュータ サン電子 1988年）

ナゾラーランドシリーズは、サン電子と世界文化社・パズラー編集部との共同製作のファミリーコンピュータ ディスクシステムのゲーム。なんきんはパッケージやイメージキャラのキャラクターデザインを担当していた。
- おでかけレスターれれれのれ(^^;（スーパーファミコン アスミック・エース エンタテインメント 1994年）

日本語版パッケージイラストを担当